# Motorvision+
Motorvision+ ist ein Lifestyle- und Entertainmentsender der verschiedene Inhalte rund um Motorsport, Auto und Motorrad sendet. Motorvision+ ist über Sky Deutschland (ehem. Premiere), IPTV und Streaming-TV, sowie über die Motorvision.TV App empfangbar.

## Geschichte
Als erster deutscher Autosender wird Motorvision+ von der German Car TV Programm GmbH betrieben und strahlt sein Programm seit dem 25. Mai 2009 aus. Geschäftsführer ist Raimund Köhler. Zwei Jahre nach Senderstart präsentierte Motorvision TV auf der Dubai Motor Show seinen ersten HD-Sender für den Mittleren Osten und den nordafrikanischen Raum. Die Expansion begann im November 2011 auf der Pay-TV-Plattform Orbit Showtime Network. Im Jahr 2022 war Motorvision.TV in über 115 Ländern zu empfangen, in deutscher und in englischer Sprachfassung, mit Untertiteln in Thailändisch, Griechisch und Portugiesisch. Im September 2023 wurde im Zuge eine Rebrandings der Name in Motorvision+ geändert.

## Empfang
Satellit
- Sky Deutschland (DVB-S2 in SD)

Streaming-TV
- Freenet TV connect (DVB-T-Ergänzungsangebot im Stream)
- MagentaTV (in SD und HD)
- Prime Video (in HD)
- Watch It! (in SD)
- TV.de[6] (in SD)
- waipu.tv (in HD)
- Zattoo (in HD)

App
- Motorvision TV – Live Streaming[7]

## Programm
Neben Motorsport Live-Übertragungen zeigt Motorvision.TV in zahlreichen Magazinen und Reportageformaten die neuesten Automodelle, Supersportwagen, klassische Old- und Youngtimer, Offroad- und Allradfahrzeuge, Motorräder und vieles mehr. Ergänzt wird das Programm durch Hintergrundberichte zu Motorsport, Verkehrssicherheit, mobilem Reisen, Design, Gebrauchtwagen und den neuesten Innovationen im Bereich umweltschonender Zukunftsautos und innovativer Mobilitätskonzepte.
Motorvision.TV bietet zahlreiche Live-Motorsport-Übertragungen, inklusive ausgewählter Rennen der NASCAR Cup Series und IMSA WeatherTech SportsCar Championship.
Seit 2012 werden das Daytona 500 und ausgewählte Rennen der NASCAR Cup Series exklusiv live im deutschsprachigen Raum übertragen. Kommentatoren der NASCAR-Übertragungen (bzw. Sprecher der Highlights) sind Lenz Leberkern, Pete Fink, André Wiegold und Stefan Ehlen. Sporadisch kommen weitere Motorsport-Experten oder Rennfahrer als Gastkommentatoren zum Einsatz. Im Nachgang werden alle Rennen der NASCAR Cup Series im Highlightformat präsentiert.
Seit 2015 werden auf Motorvision.TV zusätzlich die Highlights der NASCAR Truck Series Rennen ausgestrahlt.
Seit 2020 werden auf Motorvision.TV alle Rennen der IMSA WeatherTech SportsCar Championship übertragen.
Seit 2022 werden auf der Motorvision.TV App ($) alle Rennen der NASCAR Xfinity Series übertragen.